# Liste der Monuments historiques in Guillerval
Die Liste der Monuments historiques in Guillervali führt die Monuments historiques in der französischen Gemeinde Guillerval auf.

## Liste der Bauwerke
| Bezeichnung                  | Beschreibung | Standort | Kennzeichnung | Schutzstatus | Datum | Bild |
| ---------------------------- | ------------ | -------- | ------------- | ------------ | ----- | ---- |
| Kirche St-Gervais-St-Protais |              | (Lage)   | PA00087921    | Inscrit      | 1981  |      |

## Liste der Objekte
- Monuments historiques (Objekte) in Guillerval der Base Palissy des französischen Kultusministeriums